# Jai Courtney
Jai Stephen Courtney (Sydney, Austràlia, 15 de març de 1986) és un actor australià conegut per diversos papers a Spartacus: Blood and Sand, a A Good Day to Die Hard, a I, Frankestein i a Divergent.

## Carrera
Des del 2006 Jai és membre del grup de teatre anomenat Cry Havoc! compost per l'actriu Gemma Pranita, la directora Kate Revz i l'actor James Mackay.
El 2008 aparegué com a convidat a la sèrie All Saints i a Packed to the Rafters. El 2010 s'uní al repartiment de la sèrie Spartacus: Blood and Sand.
El 2013 participà en la pel·lícula Jack Reacher. Aquell mateix any treballà a A Good Day to Die Hard. El 2014 aparegué a Divergent i a I, Frankestein.

## Filmografia

### Pel·lícules
| Any  | Títol                           | Paper                       | Notes        |
| ---- | ------------------------------- | --------------------------- | ------------ |
| 2004 | Boys Grammar                    | Alex                        | Curtmetratge |
| 2004 | Helping Hands                   | -                           | Curtmetratge |
| 2007 | To Hell & Bourke                | -                           |              |
| 2007 | Death in a Flat                 | -                           | Curtmetratge |
| 2007 | 20/20                           | -                           | Curtmetratge |
| 2009 | Stone Bros.                     | Eric                        |              |
| 2012 | Jack Reacher                    | Charlie                     |              |
| 2013 | A Good Day to Die Hard          | John "Jack" McClane, Jr.    |              |
| 2013 | Felony                          | Detectiu Jim Melic          |              |
| 2014 | I, Frankenstein                 | Gideon                      |              |
| 2014 | Divergent                       | Eric Coulter                |              |
| 2014 | Unbroken                        | Hugh "Cup" Cuppernell       |              |
| 2014 | The Water Diviner               | Tinent Coronel Cecil Hilton |              |
| 2015 | The Divergent Series: Insurgent | Eric Coulter                |              |
| 2015 | Terminator Genisys              | Kyle Reese                  |              |
| 2016 | Suicide Squad                   | Captain Boomerang           |              |
| 2019 | Amics per sempre                | Tom                         |              |

### Sèries de televisió
| Any       | Títol                     | Paper       | Notes       |
| --------- | ------------------------- | ----------- | ----------- |
| 2008      | All Saints                | Harry Avent | 2 episodis  |
| 2008-2009 | Packed to the Rafters     | Damian      | 2 episodis  |
| 2010      | Spartacus: Blood and Sand | Varro       | 10 episodis |